# Jack Godderis
Jack Godderis (Penarth, 25 juli 1916 – Berchem, 7 april 1971) was een Belgische post-expressionistische kunstschilder. De schilders van de tweede Latemse school waren zijn belangrijkste voorlopers. Zijn schilderijen en olieverfschetsen worden gekenmerkt door levendig kleurgebruik.

## Leven
Godderis werd geboren uit Westvlaamse ouders te Penarth, Wales. Het gezin verhuisde later naar Ekeren, België. Zijn vader was zeekapitein, met wie Godderis als jongeman verschillende reizen maakte. Ook in zijn verdere leven was hij reislustig: onder meer Mexico, Zuid-Frankrijk, Spanje, Verenigde Staten, Canada, Zwitserland, Marokko, Rusland, de Azuren, Griekenland en Iran waren bestemmingen waarvan de indrukken in zijn werk terecht kwamen. 

Een dubbele mastoïditis resulteert al vroeg tot doofheid, al waren gesprekken mogelijk dankzij gebruik van een hoortoestel. 

In 1943 trouwt hij met Mia Janssens. Een schilderes die hij had leren kennen op het instituut in Antwerpen waar ze beiden studeerden. Het bruidspaar verliet de stad en verhuisde spoedig naar Zoersel. Hier bleef Godderis tot aan het eind van de oorlog wonen; in betrekkelijk isolement, maar zeer productief. 

Na de oorlog, eind 1945, verhuisde Godderis met vrouw en twee kinderen naar Berchem, een deelgemeente van Antwerpen. Dat was 26 jaar later ook de plaats waar hij sterft. Het grafmonument voor Jack Godderis op de begraafplaats Schoonselhof is een beeldstructuur met kleureffecten.

## Opleiding
Na zijn opleiding aan het Koninklijke Atheneum te Antwerpen, begon de artistieke opleiding van de kunstenaar aan de Koninklijke Academie voor Schone kunsten te Antwerpen, onder Albert Thijs. Daarna volgde de opleiding aan het Nationaal Hoger Instituut van Schone Kunsten te Antwerpen, onder Albert Saverijs. In de monografie van van Hoogenbemt wordt Thijs een goede leraar genoemd die Godderis de eerste begrippen van de schilderkunst bijbracht en Saverijs de man die jonge schilder morele steun gaf in zijn artistieke zoektocht. Als derde invloedrijke persoon in de beginjaren van de schilder wordt Max Gevers genoemd. Deze kunstliefhebber, die eerder bevriend was met James Ensor en werk van hem had aangekocht, gaf Godderis het vertrouwen om door te gaan en werd zijn mecenas. Hij hielp de schilder bekendheid te krijgen in het artistieke milieu waarin Gevers zich bewoog.

## Werk
De stijl van Godderis wordt gerekend tot het post-expressionisme in de ‘Vlaamse traditie’. Dat begrip kwam van kunsthistoricus en galeriehouder (Galerie Apollo) Robert Delevoy in zijn werk ‘La Jeune Peinture Belge’ (uitg. Formes, Parijs-Bruxelles, 1946). Hieronder verstond hij het expressionisme dat overwonnen moest worden, te weten: de jonge schilders die na de drie Latemse Scholen kwamen, moesten de invloed van dat werk in hun eigen werk overwinnen. Maar omdat het resultaat hiervan bepaald wordt door wat aangevallen werd, is er toch sprake van een voortzetting van een traditie.
Belangrijke schilders van invloed op Godderis waren Constant Permeke, Frits Van den Berghe en Gustaaf De Smet. Zelf haalde hij daarnaast ook onder anderen Henri Evenepoel, Rik Wouters, Jan Stobbaerts en James Ensor aan om de overeenkomsten en hun onderlinge eenheid aan te tonen, los van de verschillende stromingen waartoe ze behoorden. De ‘herschepping van het onderwerp door techniek’ is de verbindende factor. "Techniek die door de kunst van de schilder gevoeligheid is geworden. Aldus schenkt ons die techniek de sleutel tot zijn stijl, tot de mens zelf. Zonder dat bestaat er gewoon geen schilderkunst." (citaat van Godderis, uit: van Hoogenbemt).
Godderis schilderde landschappen, marines, stillevens, (zelf)portretten, en bloemstukken op doek en papier. Die werken op papier, schetsen soms als voorstudie gemaakt, werden gewaardeerd om hun spontaniteit. De schilderijen ontwikkelden zich van een zware factuur – de wijze waarop de lijnen, vlakken, toetsen etc. op het doek is gezet; de oppervlaktebehandeling – en sombere tonen naar het gebruik van felle, soms contrasterende, dan weer concerterende kleuren op smeuïge doeken. Hij maakte regelmatig gebruik van het paletmes bij het schilderen.
In de literatuur wordt zijn werk als volgt beschreven. Urbain Van de Voorde in 1952: "Verwant met het Vlaamse expressionisme, zwaar gedragen en ietwat somber als dit laatste, maar geëvolueerd, van zijn ietwat hoekige kanten ontdaan – wat de vormgeving betreft – en op het gebied der kleur strevend naar een verhevigde atmosferische expressie […] Veelal […] weet de schilder – en dit is typisch voor zijn manier – de […] dreigende, te grote eentonigheid te breken door het aanbrengen van een lokale kleur in buitengewoon felle tinten: vermiljoen of Berlijns blauw, een procedé zo kenmerkend voor hem, dat het welhaast kan gelden als signatuur." Over de schetsen: "Meestal is dit werk hoog in de kleur, of zeer energetisch, met luide kleurakkoorden of felle contrasten. Vorm moet men er niet veel in zoeken. Het zijn doorgaans indrukken van kleur en licht, zonsondergangen aan zee ook, maar geheel opgenomen in een atmosfeer, verzadigd van sprankelende tinten en trillende gloed. Een vuurwerk a.h.w."
Albert van Hoogenbemt in 1961: "In deze doeken [de latere werken van Godderis] is er een lyrisme dat niet beschaamd is om zijn naam te noemen. De kleurentegenstellingen zijn meer gedurfd. Hij zoekt een constructie door de kleur die meer verantwoord is. Blauw bvb. Ontvangt een waarde door wit, en getemperd door een andere kleur bereikt hij een optisch bedrog."
Marcel van Jole haalt dit citaat van Van Hoogenbemt aan in 1986, en vervolgt: "Hij ging echter nooit zo ver om de inherente expressieve waarde van de kleur te dissociëren van haar band met de figuratie op het doek: in die zin stond hij dichter bij de traditie dan de andere ex-leden van 'La Jeune Peinture Belge'. Niet alleen het kleurgebruik, maar ook de factuur staat in dienst van het maximaliseren van de expressiviteit."

## La Jeune Peinture Belge
In 1945 werd La Jeune Peinture Belge (oftewel: De Jonge Belgische Schilderkunst) opgericht, een voortzetting van een tentoonstellingscollectief Apport, en Jack Godderis was een van de stichtende leden. Andere oprichters waren onder meer kunstenaars Jan Cox, Marc Mendelson, Anne Bonnet, Luc Peire en Rik Slabbinck. De kunstenaars verkondigden geen dogmatische kunsttheorie en het was een verzameling kunstenaars met zeer uiteenlopende stijlkenmerken en artistieke ambities. Maar wel met eenzelfde gevoel van kwaliteit, wat zich voornamelijk op het gebied van het koloriet manifesteerde.
Zo bevond zich onder de leden een aantal kunstenaars die later tot de in Parijs opgerichte Cobra beweging zouden behoren, zoals Pierre Alechinsky, Georges Collignon, Louis van Lint.
Oprichter Robert Delevoy stelde als doelstelling "… de Belgische kunst onafhankelijk van school of trend (te dienen) door de mogelijkheid te openen zich op Europees vlak te uiten." (Groeps)tentoonstellingen volgden, maar al snel kregen de kunstenaars die werkten onder invloed van de abstracte École de Paris meer uitnodigingen om tentoon te stellen, ten koste van de rest. In 1946, wanneer het opviel dat een aantal van de stichtende leden ontbrak op een tentoonstelling bij Galerie de France, Parijs, volgde een protestbrief die de objectiviteit van het selectiecomité in twijfel trok. Ondertekenaars van deze brief waren onder anderen Bonnet, Peire, Slabbinck en Godderis. In een brief aan Peire suggereerde Bonnet inmenging van Franse zijde.
Het protest mocht niet baten. Op 13 april 1947 deden Peire, Slabbinck en Godderis deze persmededeling: 
"Wij hadden het eerder moeten merken, maar eindelijk geven wij er ons rekenschap van dat men ons, onder het voorwendsel De Jonge Belgische Schilderkunst te verdedigen, naar de abstrakte schilderkunst wilde leiden, genre École de Paris. 
Het spel is ons nu duidelijk geworden. Wij hebben er helemaal geen zin in deel uit te maken van een groep met abstrakte tendens, of van iemands belang te dienen."
Slabbinck vatte in een interview uit 1971 de invloed van de non-figuratieve kunst samen met "Brussel werd zowat een filiaal van Parijs".
Na zijn vertrek uit la Jeune Peinture Belge had Godderis nog wel aan collectieve tentoonstellingen deelgenomen en was hij betrokken als (bestuurs)lid bij Kunst van Heden, het Comité voor Artistieke Werking en het Vrije Atelier, alle te Antwerpen. In 1951, vier jaar na het verlaten van la Jeune Peinture Belge had hij een individuele overzichtstentoonstelling in Brussel en ook daarna wist hij te exposeren.

## Tentoonstellingen en prijzen (selectie)
- 1941 – Eerste kleine tentoonstelling, in boekhandel Marsily in Antwerpen
- 1942 – Exposeert met l’Art Jeune te Brussel, en behaalt de Prijs van de Jeune Peinture Belge, net als het jaar dat erop volgt.
- 1943/44/45 – Exposeert met Apport te Brussel
- 1946 – Neemt deel aan groepstentoonstellingen van La Jeune Peinture Belge, te Rotterdam, Den Haag en Stockholm
- 1947 – Exposeert met de Jonge Antwerpse schilderkunst te Antwerpen
- 1951 – Grote overzichtstentoonstelling – tien jaar schilder – in de destijds zeer bekende Galerie Giroux te Brussel. Behaalt de Prijs Camille Huysmans
- 1953/54 – Exposities te Antwerpen
- 1954 - Expositie in Ronse met Gust Van Steenwegen
- 1956 – De Prijs René Janssens van de Koninklijke Academie van België wordt hem toegekend voor zijn interieurs.
- 1966 – Behaalt de Internationale Prijs van Gemmail, Tours
- 1971 – Retrospectieve tentoonstelling te Ekeren
- 1986 – Retrospectieve tentoonstelling, Koninklijk Museum voor Schone Kunsten, te Antwerpen

Naast deze selectie waren er andere tentoonstellingen, individueel en in groepsverband, in België, Europa, Canada en Zuid-Afrika.

Werken zijn in het bezit van musea te Antwerpen, Elsene, Luik. De Belgische staat heeft een tiental schilderijen aangekocht. Verder zijn de werken in verzamelingen in binnen- en buitenland terechtgekomen.

## Varia
- Tentoonstellingen van Godderis werden onder meer besproken door Gerrit Kouwenaar, Urbain Van de Voorde en Ivo Michiels.
- Karel Jonckheere is passagier op een schip waarop Godderis een reis maakt naar Mexico, het zuidelijke deel van de Verenigde Staten en de Antillen in 1937 en verwerkt de jonge schilder in zijn boeken ‘Cargo’, ‘Tierra Caliente’ en ‘De zevende haven.’
- Godderis is aanwezig op een aantal kunstweekends in het kasteel Driekoningen te [Beernem], georganiseerd door Gravin d’Hespel, die tussen 1951 en 1982 plaatsvonden. Hij was aanwezig op de weekenden nummer 4, 5, (beide 1952), 11 (1953), 45 (1964) en 53 (1968, een bijzonder weekend met Prins Karel als eregast). Medeorganisator van de weekends was Rik Slabbinck. Medegasten waren onder anderen Stijn Streuvels, Michel Martens, Raymond Brulez, Jozef Cantré, zijn oude leraar Albert Saverijs, de kunstenaar die hij zelf hielp in zijn ontwikkeling Paul Van Hoeydonck, Hubert Malfait, Rik Poot, Leon De Smet, Marc Sleen en Joris Houwen.
- Het bekende werk van Luc Peire, ‘de Familie Godderis’ heeft behalve de titel en het feit dat Peire de familie kende, niks met het echtpaar Godderis en de twee kinderen Godderis te maken. Ze hebben niet geposeerd.
- In Nederland werd zijn werk onder de aandacht gebracht door de collectioneur Jo Nagelhout (1901-1975) en, meer recent, door de Frans & Kapma foundation.